# Small Astronomy Satellite 3

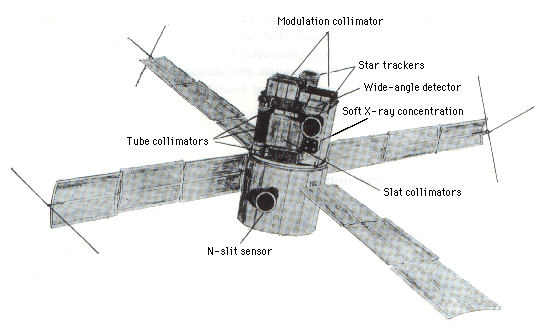
Nau espacial SAS 3 com podria haver aparegut desplegat en òrbita. L'eix de gir nominal, o eix + z, apunta a la part superior dreta, amb la RMC i el rastrejador d'estrelles per a la determinació de l'actitud. La resta d'instruments i un segon punt de l'estrella de seguiment de la imatge cap a l'espectador. Els quatre panells solars carreguen les bateries durant l'òrbita cara el sol.

El Small Astronomy Satellite 3 (SAS 3, també conegut com el SAS-C abans del llançament) va ser un telescopi espacial d'astronomia de raigs X de la NASA. Va funcionar del 7 de maig de 1975 a l'abril de 1979. Va cobrir el rang de raigs X amb quatre experiments a bord. El satèl·lit, va ser construït per l'Applied Physics Laboratory (APL) de la Johns Hopkins University, va ser proposat i operat pel Center for Space Research (CSR) del MIT. Va ser llançat en un vehicle Scout des de la plataforma de llançament italiana San Marco prop de Mombasa, Kenya, en una baixa òrbita terrestre gairebé equatorial. També va ser conegut com a Explorer 53, com a part del programa Explorer de la NASA.